# José Luis Cortez
José Luis Cortez (* Guayaquil, Ecuador, 21 de noviembre de 1979). es un exfutbolista ecuatoriano que jugaba de defensa en el Clan Juvenil de la Segunda Categoría.

## Trayectoria
Empezó en la Espoli luego pasó a Sociedad Deportiva Aucas donde se mantuvo hasta el 2005, después fue al Deportivo Azogues, en el 2007 su club fue el Barcelona SC, en el 2010 se unió al Deportivo Quito donde obtuvo el bicampeonato, en el 2010 jugó para Universidad Católica, luego al Independiente del Valle, y en el 2013 integró una vez más las filas del Deportivo Quevedo, en el 2014 fue contratado por el Clan Juvenil.

## Clubes
| Club                    | País    | Año       |
| ----------------------- | ------- | --------- |
| Espoli                  | Ecuador | 1998-2004 |
| Aucas                   | Ecuador | 2005      |
| Deportivo Azogues       | Ecuador | 2006      |
| Barcelona SC            | Ecuador | 2007      |
| Deportivo Quito         | Ecuador | 2008-2009 |
| Universidad Católica    | Ecuador | 2010      |
| Independiente del Valle | Ecuador | 2011      |
| Macará                  | Ecuador | 2012      |
| Deportivo Quevedo       | Ecuador | 2013      |
| Clan Juvenil            | Ecuador | 2014      |

## Palmarés
| Título             | Club            | País    | Año  |
| ------------------ | --------------- | ------- | ---- |
| Serie A de Ecuador | Deportivo Quito | Ecuador | 2008 |
| Serie A de Ecuador | Deportivo Quito | Ecuador | 2009 |